# Horst K. Jandl
Horst Karl Jandl (* 31. Jänner 1941 in Sindelfingen; † 15. März 2023) war ein österreichischer Maler.

## Leben und Werk
Horst Jandl erblickte als das dritte von vier Kindern des aus Ohlsdorf stammenden Spenglermeisters August Jandl das Licht der Welt. Sein Vater war zu diesem Zeitpunkt als Facharbeiter in Stuttgart tätig. Mit dem Vater ging die Familie 1941 nach Wreschen in Polen. Im Januar 1945, kurz vor Kriegsende musste die Familie flüchten. Die Flucht führte nach St. Wolfgang in Oberösterreich, zur dort ansässigen Mutter von August Jandl. Kurz darauf pachtete der Vater in Altaussee den Spengler-, Glaser- und Installateurbetrieb Hütter, wodurch die Familie Jandl in das Ausseerland zuzog.
Horst K. Jandl selbst erhielt eine Ausbildung in Malerei an der Glasfachschule in Kramsach/Tirol sowie in der Meisterklasse für Glasrestaurierungs-Malerei an der Staatlichen Erwin-Stein-Glasfachschule in Hadamar bei Erhard Theodor Astler und Ludwig Wollenheit. Ab 1962 begann er seine Tätigkeit als freischaffender Künstler. Als Mitglied der Künstlervereinigung Internationaler Bodensee Club (IBC) in Überlingen nahm er an mehreren Einzel- und Gruppenausstellungen teil.
1966 kehrte er zurück nach Bad Aussee, wo er sich am Glasereibetriebs seines Bruders Johann Jandl beteiligte und der Betrieb um den Bereich künstlerische Gestaltung erweitert wurde. Er schuf Kirchenfenster, Denkmäler, Glaswände und führte Restaurierungen in unterschiedlichen Techniken durch. Von ihm stammen unter anderem die Glasfenster der Pfarrhauskapelle und der Pfarrkirche Kumitz bei Bad Mitterndorf.

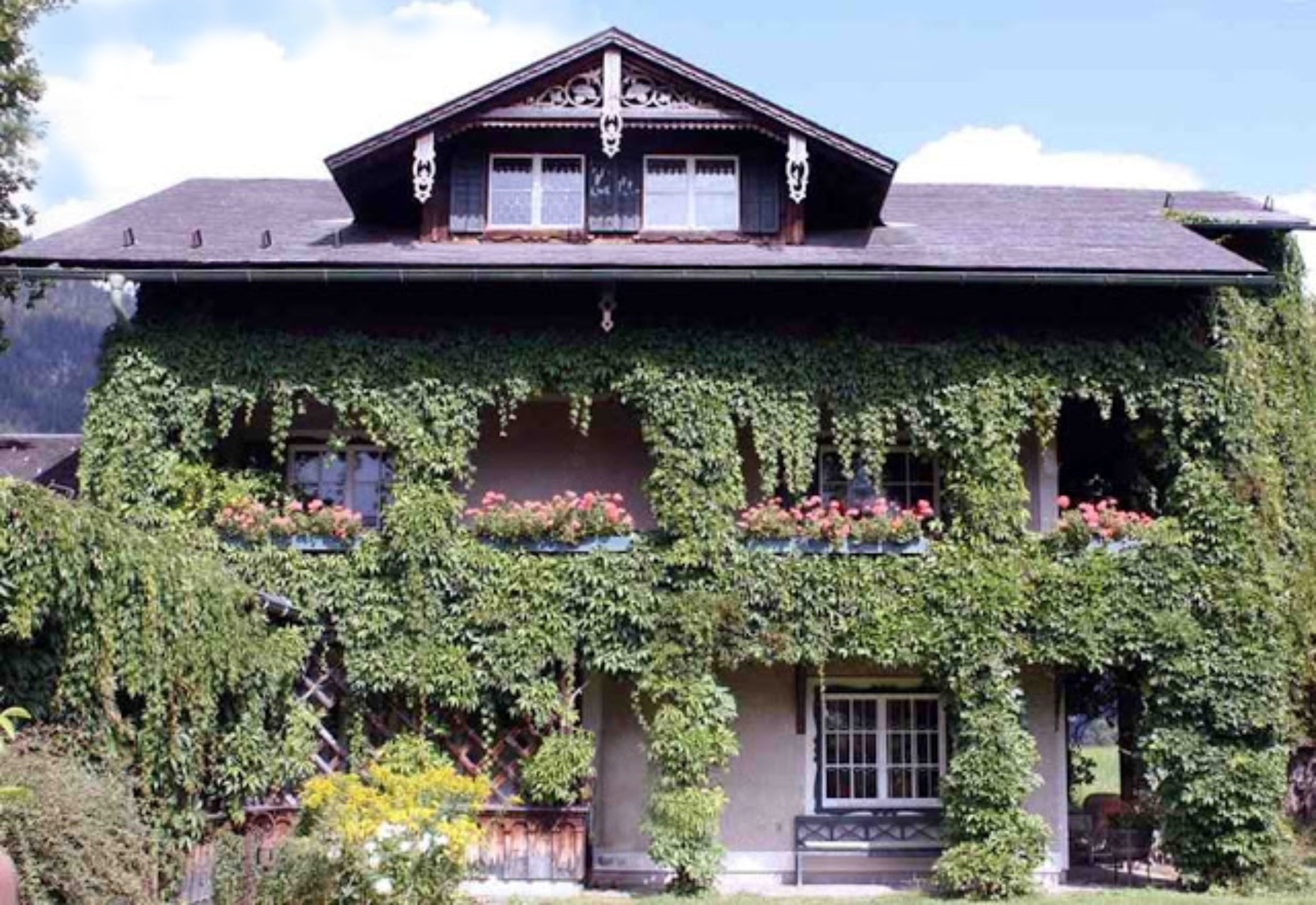
Die Binzer-Villa Königsgarten, in Fischerndorf 59 in Altaussee.

Gegen Ende der 1970er Jahre traten die Glasarbeiten langsam in den Hintergrund, er konzentrierte sich auf die Malerei und verließ den bis dahin von ihm mitgeführten Betrieb seines Bruders. Skizzen und Aquarelle von Motiven des Ausseerlandes wurden von teilweise großformatigen Ölbildern abgelöst. Seine Motive fand er in der Landschaft des steirischen Salzkammerguts. Trotz seiner Vorliebe für idyllische Motive sind seine Bilder weit entfernt von Lieblichkeit. Jandls Ausstellungstätigkeit beschränkte sich auf das Ausseerland. Er unterstützte die Gestaltung des Literaturmuseums in Altaussee. Sein Wohnsitz und Atelier, die Villa Königsgarten in Altaussee, ist Bestandteil des lokalen Wanderwegs Via Artis und wird für Dokumentationen und von Filmschaffenden als Kulisse genutzt. Friedrich Torberg residierte hier einst als er seine Anekdotensammlungen Die Tante Jolesch schrieb.
Um das künstlerische Erbe des Ausseer Malers Hugo Cordignano hat Horst Jandl sich Verdienste erworben. Er war Mitglied des Salzburger Kunstvereins und der Berufsvereinigung der bildenden Künstler Österreichs. Seine Tochter Karen Kuttner Jandl (* 1970) ist ebenfalls Künstlerin.

## Ehrungen
- 2005 wurde ihm der Berufstitel „Professor“ vom österreichischen Bundespräsidenten Heinz Fischer verliehen.